# 布痕瓦尔德集中营

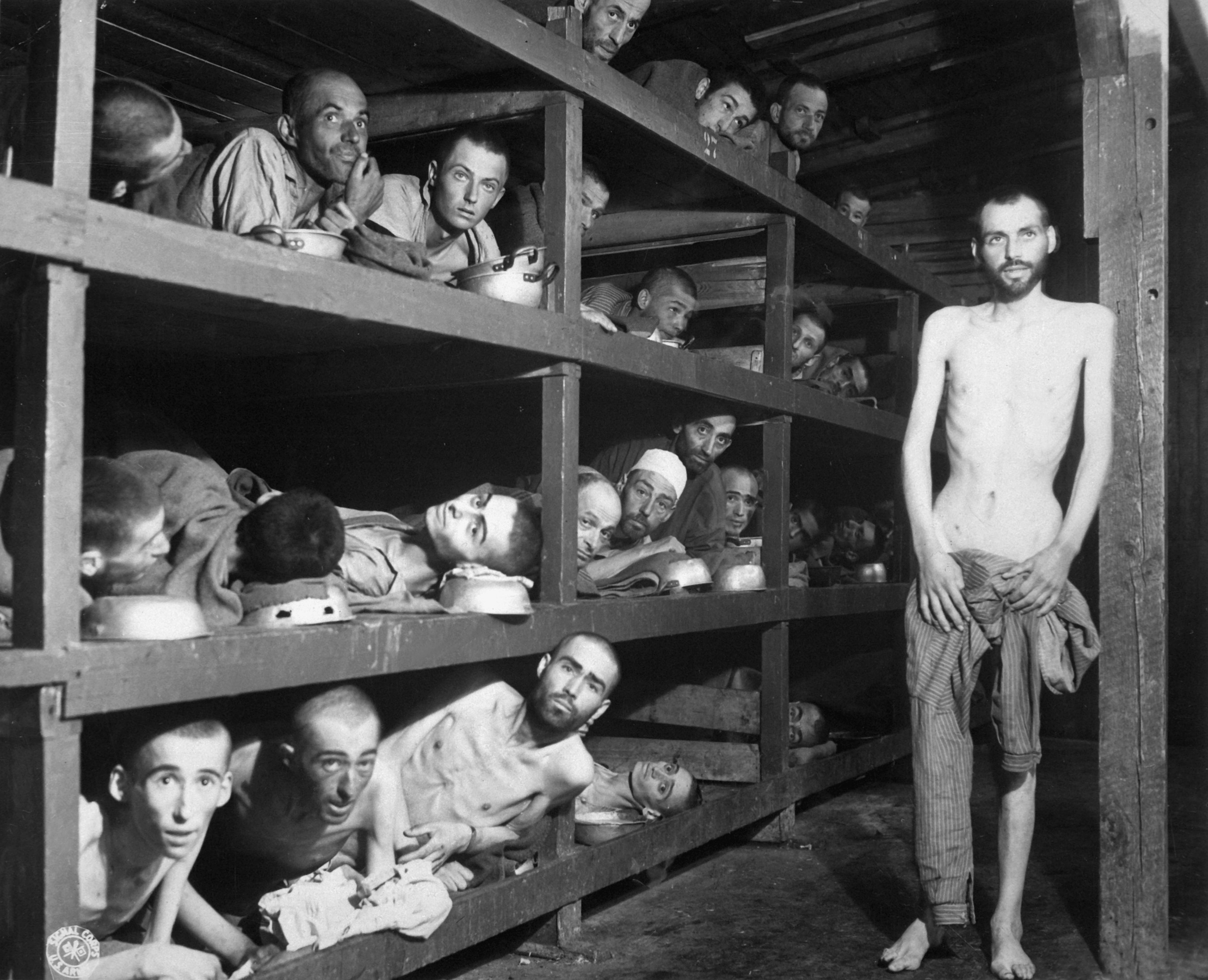
布痕瓦尔德集中营（埃利·維瑟爾為第2層，從左算來第7人）

布痕瓦尔德集中营（德語：Konzentrationslager Buchenwald，Buchenwald意为“山毛榉森林”）是纳粹在德國圖林根州魏玛附近所建立的集中营，也是德国最大的勞動集中营，建立於1937年7月。

## 歷史

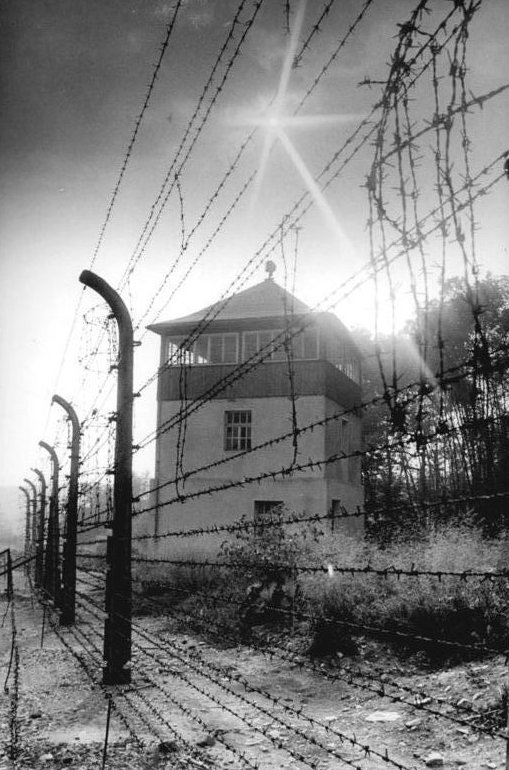
1983年，布痕瓦尔德集中营的瞭望塔

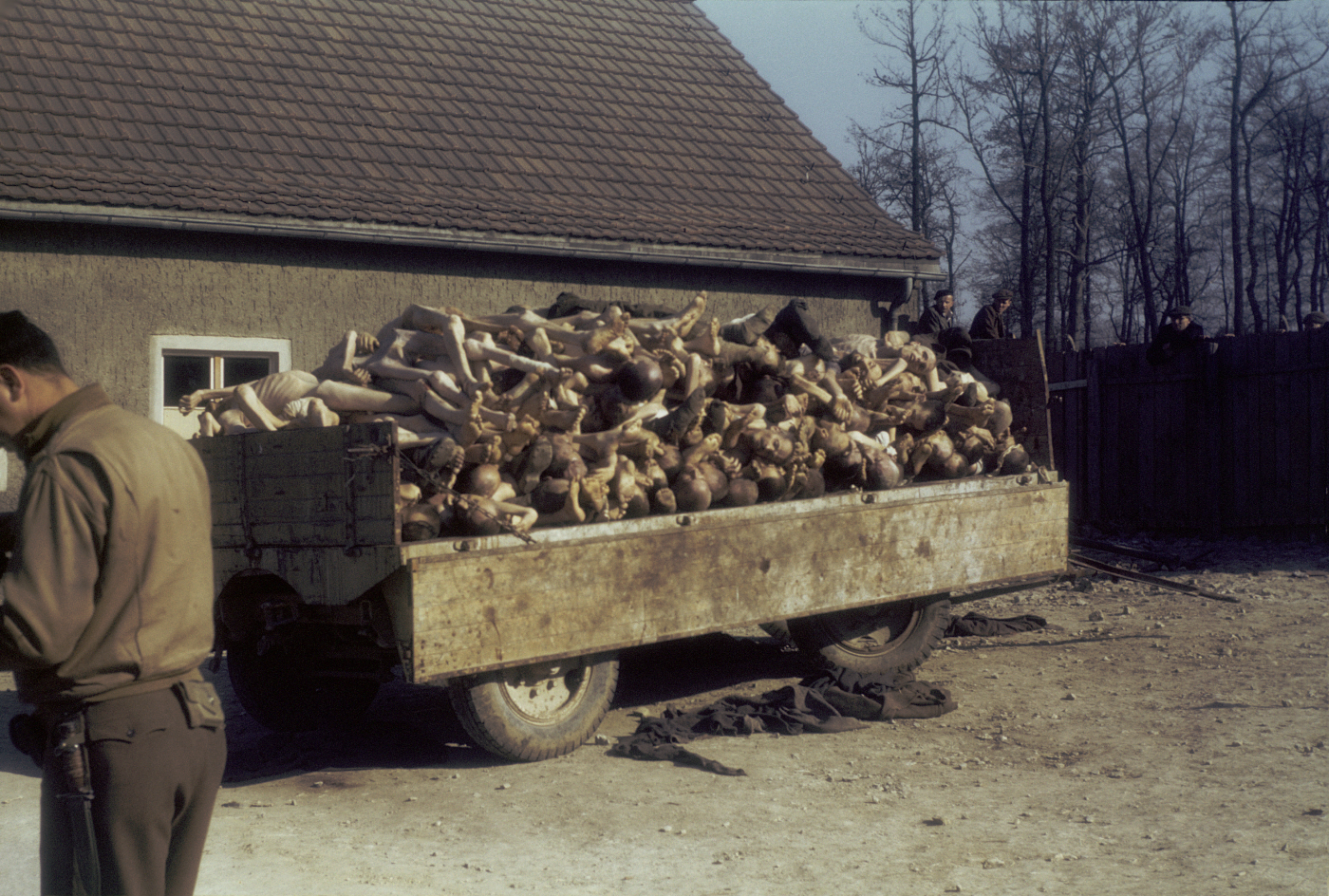
布痕瓦尔德集中营解放时的场景

在1945年4月美军到达前，德国将该集中营撤空。在此期间，预计共有56,000人受害，其中大约有11,000名犹太人。
集中营的罪犯主要作为劳工在当地的军火厂工作。囚犯为犹太人、波兰人、政治犯、罗姆人、耶和华见证人、宗教人士、罪犯、同性恋和战俘，其中也有个别的中国人。1942年之前，大部份政治犯为共产主义者和无政府主义者，后来其他政治犯的比例大大增加。罪犯还包括作家、医生、艺术家、以前的贵族和公主。他们来自不同的国家，范围包括俄罗斯、波兰、法国、德国、奥地利、捷克斯洛伐克、荷兰、比利时、挪威、丹麦、拉托维亚、意大利、罗马尼亚和西班牙（一些西班牙第二共和国放逐者）。大部份来自被佔领国的政治犯是反抗组织的成员。

## 現況
布痕瓦尔德集中营的旧址现作为大屠杀纪念馆对外免费开放，由布痕瓦尔德及米特尔堡·多拉纪念基金会管理。2009年6月5日，德国总理默克尔和美国总统奥巴马在两位大屠杀幸存者埃利·维瑟尔和贝特朗·埃尔兹的陪同下参观了布痕瓦尔德集中营。其间奥巴马提及，其舅公查尔斯·佩恩曾在1945年4月作为第89步兵师的一员参与了解放布痕瓦尔德集中营的战斗。